# 切拉诺 (拉奎拉省)
切拉诺（義大利語：Celano），是意大利阿布鲁佐大区拉奎拉省的一个市镇。总面积91.77平方公里，人口11279人，人口密度122.9人/平方公里（2009年）。ISTAT代码为066032。